# Zygaena orana
Zygaena orana Duponchel, 1835 è un lepidottero eteroneuro appartenente alla famiglia Zygaenidae, falena diurna diffusa nel bacino del Mediterraneo, in Nordafrica, Algeria, Tunisia e Marocco, e in Europa, in Italia, in Sardegna e nelle Alpi.
Allo stato larvale si nutre di Lotus creticus e Lotus cytisoides, piante erbacee della famiglia delle Leguminose. Le larve dell'ultimo stadio sono color verde pisello con file laterali di macchie nere e macchie gialle che formano una striscia gialla ben marcata, successivamente si evolve in una pupa marrone scuro e verde.

## Sottospecie
- Zygaena orana orana
- Zygaena orana contristans Oberthür, 1922
- Zygaena orana oberthueri Bethune-Baker, 1888
- Zygaena orana sardoa Mabille 1892
- Zygaena orana tatla Reiss, 1943
- Zygaena orana tirhboulensis Hofmann & G. Reiss, 1982

## Galleria d'immagini

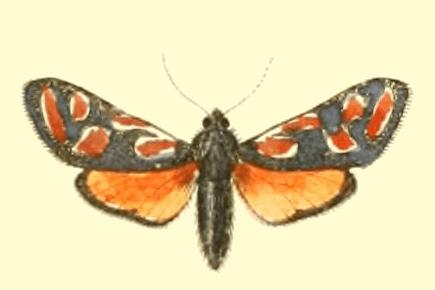